# Not That Kind (album)
Not That Kind è il primo album in studio della cantante statunitense Anastacia, pubblicato il 10 giugno 2000 dalla Epic Records.

## Descrizione
L'album è stato prodotto da Sam Watters, Louis Biancaniello, Ric Wake, Evan Rogers, Carl Sturken e Ray Ruffin. Costruito intorno alla voce soul di Anastacia, Not That Kind è principalmente basato sui generi soul, pop e funk; presenta inoltre elementi dance (I'm Outta Love), country (Cowboys & Kisses), R&B (Wishing Well, Yo Trippin') e rock. La ballata One More Chance è la traccia più vecchia dell'album: fu scritta nel 1993 durante il primo tentativo di Anastacia di pubblicare un proprio album, al fianco del produttore Oji Pierce, esperienza che si concluse con un nulla di fatto. Love Is Alive è la cover dell'omonimo brano del cantautore Gary Wright.

## Tracce

### Edizione europea
1. Not That Kind – 3:20 (Anastacia, Wil Wheaton, Marvin Young)
2. I'm Outta Love – 4:02 (Anastacia, Sam Watters, Louis Biancaniello)
3. Cowboys & Kisses – 4:32 (Anastacia, JIVE, Charlie Pennachio)
4. Who's Gonna Stop the Rain – 5:00 (Evan Rogers, Carl Sturken)
5. Love Is Alive – 4:07 (Gary Wright)
6. I Ask of You – 4:27 (Anastacia, Sam Watters, Louis Biancaniello)
7. Wishing Well – 3:57 (JIVE, Denis Rich, Greg Bieck)
8. Made for Lovin' You – 3:35 (Anastacia, Sam Watters, Louis Biancaniello)
9. Black Roses – 3:38 (Anastacia, Evan Rogers, Carl Sturken, Ray Ruffin)
10. Yo Trippin' – 3:35 (Anastacia, Travon Potts)
11. One More Chance – 4:39 (Anastacia, Oji Pierce)
12. Same Old Story – 5:32 (Anastacia, Evan Rogers, Carl Sturken)

Tracce bonus nell'edizione australiana
1. I'm Outta Love (Video)
2. Interview Footage (Video)

Tracce bonus nell'edizione brasiliana
1. I'm Outta Love (Hex Hector Radio Mix) – 4:06 (Anastacia, Sam Watters, Louis Biancaniello)

Tracce bonus nell'edizione giapponese
1. Nothin' at All – 4:29 (Peter Lord Moreland)
2. I'm Outta Love (Hex Hector Main Club Mix) – 8:00 (Anastacia, Sam Watters, Louis Biancaniello)
3. I'm Outta Love (Matty's Soulflower Mix) – 5:56 (Anastacia, Sam Watters, Louis Biancaniello)
4. I'm Outta Love (Ron Trent's Club Mix) – 8:35 (Anastacia, Sam Watters, Louis Biancaniello)

### Edizione statunitense
1. Not That Kind – 3:20 (Anastacia, Wil Wheaton, Marvin Young)
2. I'm Outta Love – 4:02 (Anastacia, Sam Watters, Louis Biancaniello)
3. Cowboys & Kisses – 4:32 (Anastacia, JIVE, Charlie Pennachio)
4. Why'd You Lie to Me – 3:43 (Anastacia, Damon Sharpe, Greg Lawson, Trey Parker, Damon Butler, Canela Cox)
5. Who's Gonna Stop the Rain – 5:00 (Evan Rogers, Carl Sturken)
6. I Ask of You – 4:27 (Anastacia, Sam Watters, Louis Biancaniello)
7. Don't Cha Wanna – 3:57 (Anastacia, Sam Watters, Louis Biancanello, Stevie Wonder, Yvonne Wright)
8. Late Last Night – 4:27 (Diane Warren)
9. Made for Lovin' You – 3:35 (Anastacia, Sam Watters, Louis Biancaniello)
10. Black Roses – 3:38 (Anastacia, Evan Rogers, Carl Sturken, Ray Ruffin)
11. Yo Trippin' – 3:35 (Anastacia, Travon Potts)
12. One More Chance – 4:39 (Anastacia, Oji Pierce)
13. Same Old Story – 5:32 (Anastacia, Evan Rogers, Carl Sturken)

## Classifiche
| Classifiche (2000/01) | Posizione massima |
| --------------------- | ----------------- |
| Australia             | 2                 |
| Austria               | 3                 |
| Belgio (Fiandre)      | 9                 |
| Belgio (Vallonia)     | 10                |
| Danimarca             | 2                 |
| Europa                | 3                 |
| Finlandia             | 9                 |
| Francia               | 6                 |
| Germania              | 2                 |
| Irlanda               | 4                 |
| Italia                | 5                 |
| Norvegia              | 1                 |
| Nuova Zelanda         | 1                 |
| Paesi Bassi           | 1                 |
| Regno Unito           | 2                 |
| Stati Uniti           | 168               |
| Svezia                | 9                 |
| Svizzera              | 1                 |
| Ungheria              | 11                |

## Date di pubblicazione
| Paese       | Data di pubblicazione | Etichetta              |
| ----------- | --------------------- | ---------------------- |
| Svizzera    | 10 giugno 2000        | Sony                   |
| Francia     | 16 giugno 2000        | Sony                   |
| Giappone    | 21 giugno 2000        | Epic                   |
| Italia      | 30 giugno 2000        | Sony                   |
| Germania    | 10 luglio 2000        | Sony                   |
| Australia   | 10 luglio 2000        | Sony                   |
| Regno Unito | 2 ottobre 2000        | Sony                   |
| Stati Uniti | 27 marzo 2001         | Epic, Daylight Records |